# Лубна-Ярослай
Лубна-Ярослай (пол. Łubna-Jarosłaj) — село в Польщі, у гміні Блашки Серадзького повіту Лодзинського воєводства.
Населення — 158 осіб (2011).
У 1975-1998 роках село належало до Серадзького воєводства.

## Демографія
Демографічна структура станом на 31 березня 2011 року:
|          | Загалом | Допрацездатний вік | Працездатний вік | Постпрацездатний вік |
| -------- | ------- | ------------------ | ---------------- | -------------------- |
| Чоловіки | 77      | 11                 | 57               | 9                    |
| Жінки    | 81      | 17                 | 45               | 19                   |
| Разом    | 158     | 28                 | 102              | 28                   |